# Отступление
Отступле́ние (также устар. «ретира́да», от фр. retraite, сравн. рети́роваться) — тактический, оперативный или стратегический манёвр в войне и военном деле. 
Отступление представляет собой вынужденное или преднамеренное оставление войсками и силами занимаемых оборонительных рубежей, а также их отход на новые рубежи, в глубине своей или вражеской территории. Отступление является важным ходом и маневрированием ударных сил, либо средств, для ведения последующих военных (боевых) действий. Имеет целью выведение военной группировки из-под удара, а также перегруппировку войск, укрепление выгодной оборонительной позиции или заманивание неприятеля под удар.

## История
К отступлению войска были вынуждены прибегать во многих войнах прошлого.
Так, в Отечественной войне 1812 года русские войска под командованием М. И. Кутузова преднамеренно отступили из Москвы в целях пополнения армии и подготовки контрнаступления. В этой же войне армия Наполеона вынуждена была отступать из Москвы в Смоленск, Вильно, чтобы избежать разгрома от ударов русских войск.
В первый период Великой Отечественной войны советские войска, ведя активные оборонительные действия, вынуждены были отступать в целях вывода частей и соединений из-под ударов превосходящих сил противника и выигрыша времени для создания устойчивой обороны силами стратегических резервов и отходящих войск. Отступление осуществлялось в основном организованно, по приказу старшего начальника. Для обеспечения выхода из боя главных сил по наиболее угрожающей группировке противника обычно наносились удары авиацией и артиллерией, принимались меры к скрытому отводу главных сил на выгодные для ведения оборонительных действий рубежи, наносились контратаки (контрудары) по прорвавшимся группировкам противника. Отступление обычно заканчивалось переходом войск к обороне на указанном рубеже.
После Второй мировой войны в официальных руководствах и уставах армий большинства государств термин отступление не употребляется. Предусматриваются отступательные действия или только выход из боя и отход.